# .348 Winchester
.348 Winchester — американський гвинтівковий набій. Він був розроблений в 1936 році для використання у важільній гвинтівці Winchester Модель 71. Набій .348 був одним з найпотужніших безфланцевих набоїв, які використовували в важільних гвинтівках.

## Продуктивність
Набій чудово підходить для полювання на будь-яку північноамериканську велику дичину при використанні кулі вагою 250 гран, але не дуже підходить для використання на дальніх відстанях (400 метрів і більше) через використання пласких куль, оскільки Модель 71 має трубчастий магазин. До появи кулі Hornady FTX з гнучким наконечником, постріл на 300 ярдів з гарним оптичним прицілом був досить легким (заводська траєкторія середньої дальності на 200 ярдах (180 м) становить 2,9 дюйма (7,4 см) для кулі вагою 150 гран (9,7 г), 3,6 дюйма (9,1 см) для кулі вагою 200 гран (13 г) та 4,4 дюйма (11 см) для кулі масою 250 гран (16 г) Для стрільби на відстань понад 100 метрів краще за все використовувати заряди вагою 13 та 15 грамів.
В 1962 році компанія Winchester припинила виробництво заводських зарядів вагою 150 та 250 гран, залишивши лише заряд вагою 200 гран. Під набій .348 компанія Winchester більше не випускала гвинтівок (хоча Uberti випустила 400 гвинтівок під набій .348 iв Cimarron 1885 Hi-Wall у 2005-2006 роках) і його витіснив набій .358 Winchester (в Моделі 88). (Модель 71 були знята з виробництва в 1958 році.)

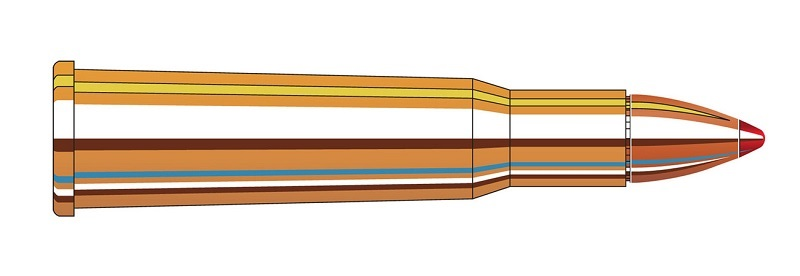
Набій .348 Winchester.

В 1987 році Browning випустила сучасну версію Моделі 71 в Японії. У цих гвинтівок місцями різні розміри різьблення, особливо на стволах, і багато деталей не взаємозамінні з оригіналами. Версія Browning була випущена лімітованою партією. 
Гільза .348 була використана для виробництва кустарного набою 8-348w, за допомогою якого змінили калібр гвинтівок часів Першої світової, таких як Лебель або Бертьє, замість оригінальних набоїв 8x50mmR, які на час такого переобладнання все ще вважалися військовими у Франції й тому суворо регламентувалися. Набій .348 також став базою для набою .348 Ackley Improved. Набій .348 Ackley improved мав швидкість на 60 м/с більшу розганяючи стандартну кулю вагою 200 гран FTX до швидкості 850 м/с з деякими новими гібридними зарядами. Набій .348 також став базовим для набоїв .50 Alaskan та .500 Linebaugh.

## Параметри
SAAMI оцінює стандартний тиск в 40000 CUP. C.I.P оцінює максимальний стандартний тиск в "Pmax = 3200 bar" або 46,412 psi.

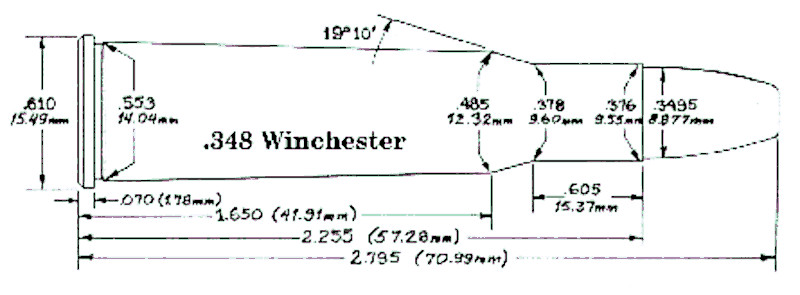